# Walter Baum
Walter Baum (*  23. Mai 1921 in Gummersbach; † 8. März 2007 in Bad Soden) war ein deutscher Typograf, Lehrer und Grafiker.
Von 1935 bis 1939 absolvierte Walter Baum eine Lehre als Schriftsetzer. Von 1946 bis 1948 folgte die Meisterschule für das Gestaltende Handwerk in Offenbach am Main. Er arbeitete anschließend als Leiter des grafischen Ateliers bei der Bauerschen Gießerei in Frankfurt am Main. Dort entwickelte er zwischen 1954 und 1963 gemeinsam mit Konrad Friedrich Bauer unter anderem die Folio. Von 1972 bis 1986 war er Inhaber und Leiter der Kunstschule Westend in Frankfurt am Main. Walter Baum lebte zuletzt in Bad Soden. 

## Schriftentwürfe von Walter Baum

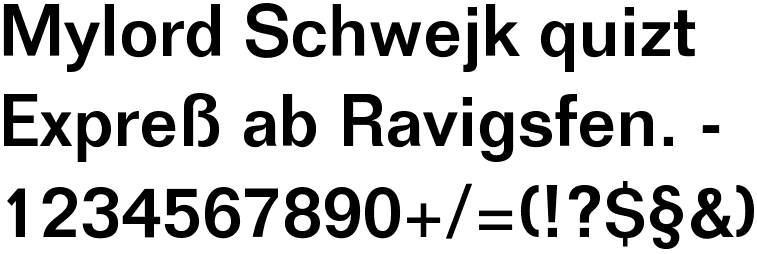
Schriftmuster der Folio Medium

Baum entwickelte gemeinsam mit Konrad Friedrich Bauer folgende Schriften:
- Alpha (1954)
- Beta (1954)
- Folio (1956–63)
- Imprimatur (1952–55)
- Volta (1957)
- Verdi (1957)
- Impressum (1963)

## Lehrtätigkeiten
- Inhaber und Leiter der Kunstschule Westend (1972–86)

| Personendaten    | Personendaten                           |
| ---------------- | --------------------------------------- |
| NAME             | Baum, Walter                            |
| KURZBESCHREIBUNG | deutscher Typograf, Lehrer und Grafiker |
| GEBURTSDATUM     | 23. Mai 1921                            |
| GEBURTSORT       | Gummersbach                             |
| STERBEDATUM      | 8. März 2007                            |
| STERBEORT        | Bad Soden                               |